# Timothy Burke
Timothy Burke (Paul Smiths, New York, 1982. február 3. –) amerikai sílövő. 1997 óta foglalkozik a biatlonnal.
2000 és 2004 között a nemzetközi porondon az Európa-kupában és a Junior világbajnokságon állt rajthoz.
Felnőtt világbajnokságon 2004-ben vehetett először részt. Legjobb eredménye egy hetedik hely egyéniben, az Olaszországban 2007-ben megrendezett világbajnokságról.
Olimpián 2006-ban, Torinóban indult először, legjobb eredménye egy kilencedik hely volt az amerikai váltóval. 2010-ben, Vancouverben is képviselheti hazáját.

## Eredményei

### Olimpia
| Év   | Világbajnokság | Versenyszám | Versenyszám | Versenyszám   | Versenyszám | Versenyszám | Versenyszám |
| Év   | Világbajnokság | Egyéni      | Sprint      | Üldözőverseny | Tömegrajtos | Váltó       |             |
| ---- | -------------- | ----------- | ----------- | ------------- | ----------- | ----------- | ----------- |
| 2006 | Torino         | 58          | 35          | 36            | ----        | 9           |             |
| 2010 | Vancouver      | 45          | 47          | 46            | 18          | 13          |             |

### Világbajnokság
| Év   | Világbajnokság     | Versenyszám | Versenyszám | Versenyszám   | Versenyszám | Versenyszám | Versenyszám  |
| Év   | Világbajnokság     | Egyéni      | Sprint      | Üldözőverseny | Tömegrajtos | Váltó       | Vegyes váltó |
| ---- | ------------------ | ----------- | ----------- | ------------- | ----------- | ----------- | ------------ |
| 2004 | Oberhof            | 61          | 71          | ----          | ----        | 18          | ----         |
| 2005 | Hochfilzen         | 63          | 66          | ----          | ----        | ----        | ----         |
| 2007 | Antholz-Anterselva | 7           | 35          | 32            | 24          | 9           | ----         |
| 2008 | Östersund          | 29          | 9           | 10            | 25          | 15          | ----         |
| 2009 | Phjongcshang       | 14          | 11          | 21            | 28          | 21          | ----         |

### Világkupa
| Helyezés | 25 | 29 | 25 | 14 |

| 2009/10    | | Östersund Egyéni Oberhof Tömegrajtos                                                                  | Östersund Sprint                                                                                      |
| 2010/11    | | | |
| Összesítés | Egyéni: 0 Sprint: 0 Üldözőverseny: 0 Tömegrajtos: 0 Váltó: 0 Vegyes váltó: 0 ------------ Összesen: 0 | Egyéni: 1 Sprint: 0 Üldözőverseny: 0 Tömegrajtos: 1 Váltó: 0 Vegyes váltó: 0 ------------ Összesen: 2 | Egyéni: 0 Sprint: 1 Üldözőverseny: 0 Tömegrajtos: 0 Váltó: 0 Vegyes váltó: 0 ------------ Összesen: 1 |

- O - Olimpia és egyben világkupa forduló is.
- VB - Világbajnokság és egyben világkupa forduló is.